# Inschriften von Tekirderbent

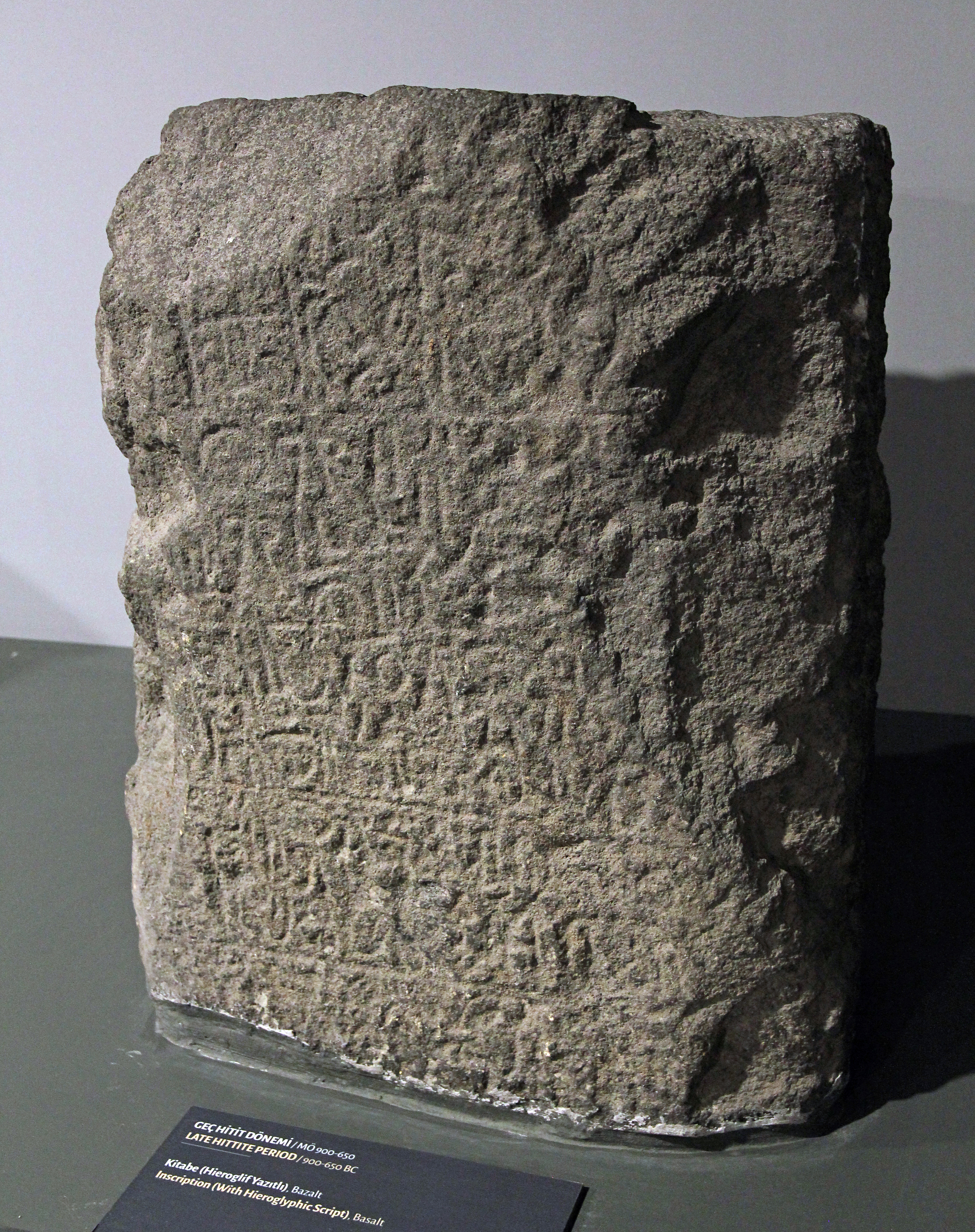
Tekirderbent 1

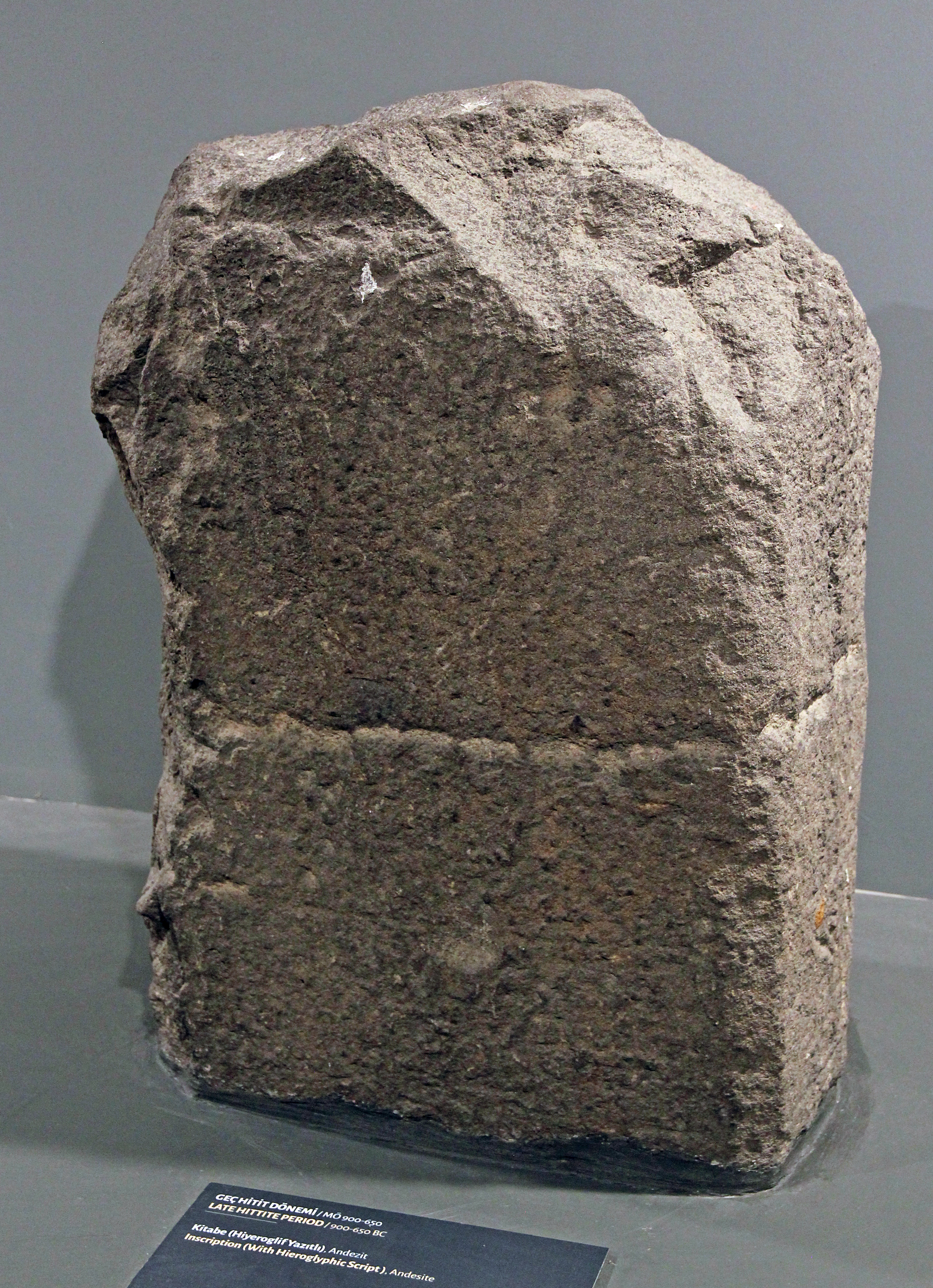
Tekirderbent 2

Die Inschriften von Tekirderbent sind auf zwei Steinblöcken in luwischen Hieroglyphen eingemeißelt. Sie werden dem späthethitischen Königreich Tabal zugerechnet, das  in der ersten Hälfte des 1. Jahrtausends v. Chr. in Zentralanatolien bestand. Sie werden ins 8. Jahrhundert v. Chr. datiert und sind heute im Archäologischen Museum Kayseri ausgestellt, wo sie die Inventarnummern 7 und 8 haben.

## Fund
Die beiden Inschriften wurden am 22. Oktober 1907 von der Cornell Expedition to Asia Minor and the Assyro-Babylonian Orient „in der dunklen Innenwand eines einsamen Wächterhauses auf der Straße von Kayseri nach Develi, dort wo sie über die Schulter des Erciyes führt“ (built into the inside wall of the dark inner stable of a solitary guard house on the carriage road from Caesarea to Everek at the point where it leads over the shoulder of Mt. Argaeus), gefunden. Dort sah sie auch noch 1932 der polnisch-US-amerikanische Altorientalist Ignace Gelb, er berichtet, dass das Haus jetzt von Käsemachern belegt war. Bei Gelbs zweitem Besuch vor Ort 1939 befanden sich die Steinblöcke bereits im Museum von Kayseri.

## Beschreibung
Die beiden Blöcke aus Kalkstein sind rechteckig und ähnlich geformt. Tekirderbent 1 hat Maße von 0,76 Meter in der Höhe, 0,56 Meter in der Breite und 0,38 Meter in der Tiefe, Tekirderbent 2 ist 0,70 Meter hoch, 0,56 Meter breit und 0,39 Meter tief. Beide Inschriften sind sehr schlecht erhalten. Auf Stele 1 sind Reste einer vierzeiligen Inschrift zu erkennen, auf dem darunter sichtbaren freien Platz könnte sich eine fünfte Zeile befunden haben, von der aber keine Spuren erkennbar sind. Die Inschrift verläuft in der ersten Zeile rechtsläufig, dann boustrophedon bis mindestens zu Zeile 4. Der britische Hethitologe John David Hawkins fertigte 1987 einen Latexabdruck der Stele an, worauf er feststellte, dass auch beide Seitenflächen Spuren von Zeichen und Zeilentrennern aufweisen und dass somit die Schrift über drei Seiten verlief. Ein zusammenhängender Text ist nicht lesbar, lediglich eine mehrfache Erwähnung des göttlichen Berges Harhari (der hethitische Name des Erciyes) lässt sich feststellen. Auf Stele 2 sind ebenfalls Reste von vier Zeilen zu erkennen, darunter eine freie Zeile. Da hier auf Grund des extrem schlechten Erhaltungszustands kein einzelnes Zeichen lesbar ist, lässt sich auch die Schreibrichtung nicht feststellen.